# Obiechów
Obiechów – wieś w Polsce położona w województwie świętokrzyskim, w powiecie jędrzejowskim, w gminie Słupia.
Przez wieś przepływa rzeczka Przykopa.
| SIMC    | Nazwa       | Rodzaj    |
| ------- | ----------- | --------- |
| 0268926 | Kresy       | kolonia   |
| 0268932 | Podlesie    | część wsi |
| 0268949 | Stara Wieś  | część wsi |
| 0268955 | Węgrzynówka | część wsi |

## Historia
Za czasów Władysława II Jagiełły (przełom XIV i XV wieku) z Obiechowa pisał się Iwan z Obiechowa – uczestnik bitwy pod Grunwaldem, m.in. wielkorządca krakowski i starosta ruski.
Z Obiechowa pochodził organista, Kazimierz Granat (1860–1926), który skomponował kolędę Wśród nocnej ciszy.
W latach 1954–1959 wieś należała i była siedzibą władz gromady Obiechów, po jej zniesieniu w gromadzie Węgrzynów, której był siedzibą. W latach 1975–1998 miejscowość administracyjnie należała do województwa kieleckiego.

## Zabytki
- ślady bagiennego zamku obronnego.
- drewniany kościół pw. Nawiedzenia NMP, wzniesiony w 1763 r.; znajdują się w nim zabytkowe dzwony z 1523 roku. Wraz z kościołem do rejestru zabytków nieruchomych (nr rej.: A.142/1-3 z 15.01.1957 i z 11.02.1967) została wpisana kaplica grobowa rodziny Mieroszewskich z 1819 r. oraz brama kościelnego cmentarza z tego samego roku[7].